# Мирзаев, Расул Рабаданович
Расу́л Рабада́нович Мирза́ев (род. 30 марта 1986, Кизляр, Дагестанская АССР) — российский спортсмен, чемпион мира по боевому самбо, выступающий в смешанных единоборствах.

## Биография
Родился в городе Кизляре Дагестанской АССР. Родители Расула были в разводе, мать Патимат Курмагомедовна Кадиева воспитала двух сыновей (у Расула есть брат Азамат) в одиночку. Детство Мирзаева было тяжёлым и не очень здоровым, он часто болел (один раз его выписали из больницы с вердиктом, что ему осталось жить максимум год) и 4 года он проходил курс лечения от туберкулёза (доктора пророчили ему пожизненную инвалидность). Несмотря на это, Расул был очень непоседливым и подвижным ребёнком. Патимат с сыновьями часто переезжала, из-за чего до семи лет Расул постоянно дрался, поскольку на новых местах ему приходилось самоутверждаться («Я постоянно дрался в детстве. Потому что переезжал постоянно в разные районы. И у нас приезжаешь — и нужно себя показывать»).
Первым видом спорта для него стал бокс, которым он занимался, учась в спортивном интернате, куда Патимат отдала его с братом в 7-летнем возрасте. Из интерната Расул часто сбегал, но сам он объяснял это не дурным влиянием, а желанием показать характер. В третьем классе он первый раз попробовал алкоголь и сигареты, но, с его слов, быстро понял, что это «дорога в никуда». Тем не менее, в интернате он вёл себя недисциплинированно, и вскоре его забрал к себе дядя, который увидев, что мальчик очень активный, отдал его в секцию вольной борьбы. По словам самого Мирзаева, «там была сильная школа, строгий спортивный режим». Окончив общеобразовательную школу Расул, получив повестку сразу после выпускного, добровольно ушёл в армию, хотя до этого получил на тренировке травму, повлёкшую хирургическое вмешательство (но Мирзаев убедил медкомиссию признать его годным). Служил в танковых войсках во Владимире. Там он добился разрешения продолжать тренировки и его даже попросили собирать команды для спортивных соревнований (сам Расул тоже принимал в них участие). За три месяца до демобилизации он начал заниматься армейским рукопашным боем и на одном поединке его заметил начальник подготовки МВВКУ, который предложил Мирзаеву выступать на чемпионатах училища. Позже Расул, пройдя несколько чемпионатов и закончив службу в армии, поступил в само училище и начал выступать за его команду, но само училище так и не окончил, поскольку, с его слов, там поменялось руководство, которому не очень нравилось то, что «ученики очень много времени уделяли спортивным занятиям».

## Карьера
Как профессиональный спортсмен начинал самбистом. Дебютировал в ММА. За время карьеры добился следующих титулов: «чемпион России по MMA в весе до 60 кг», «обладатель Кубка мира по панкратиону», чемпион мира по боевому самбо и чемпион мира в весовой категории до 65 кг по версии Fight Nights в рамках турнира «Битва под Москвой — 4».
С ноября 2012 года по решению суда 2 года не имеет права покидать территорию Кизлярского района Дагестана. Числился спортсменом-инструктором в спортшколе «Самбо-70». Некоторое время работал судебным приставом по обеспечению установленного порядка деятельности судов Управления Федеральной службы судебных приставов по Москве.
В связи с уголовным делом 22 августа 2011 года был дисквалифицирован Федерацией самбо России и отстранён от чемпионата мира по боевому самбо, который состоялся в период с 10 по 14 ноября в Вильнюсе. После оглашения приговора и освобождения Мирзаева в зале суда несколько крупных промоутерских компаний, специализирующиеся на смешанных боевых искусствах, объявили, что готовы заключить с ним новые контракты для восстановления его карьеры. Бывший тренер Мирзаева, владелец организации Fight Nights Global, Камил Гаджиев заявил о желании помочь в восстановлении физической формы. Старший тренер сборной России по боевому самбо Александр Конаков в январе 2013 сообщил, что Мирзаев сразу после освобождения приступил к тренировкам, а Камил Гаджиев заявил, что Мирзаев сможет вернуться на свой прежний уровень спустя полгода. Между тем, тренер по смешанным единоборствам Абдула Маматов сказал, что Мирзаев, скорее всего, будет участвовать только в тех чемпионатах, что проходят за пределами России, так как в России общественность может негативно отнестись к его возвращению на ринг.
После освобождения из-под стражи Мирзаев сразу же стал готовиться к титульному бою, договорённость о котором была достигнута ещё до начала уголовного дела. Подготовка к бою велась в течение четырёх месяцев в Дербенте. 31 марта 2013 года в рамках турнира «Великая битва» Мирзаев провёл титульный бой против чемпиона мира по панкратиону казахстанца Ержана Естанова. Единогласным решением судей победа в трёхраундовом поединке была присуждена Мирзаеву. В своей победной речи Расул Мирзаев сказал, что хочет «посвятить эту победу своим родным, команде, а также родному Дагестану и России».
В октябре 2013 года на проходящем в Таиланде турнире Dare MMA в трёхраундовом бою российский боец встретился с британцем Джеймсом Сэвиллом. Судьи единогласным решением присудили победу Мирзаеву.
В июне 2015 года Расул Мирзаев одержал победу над поляком Себастьяном Романовски в рамках «Битвы 19». На протяжении всего боя Мирзаев владел ощутимым преимуществом и победил своего соперника в третьем раунде.
В ноябре 2016 года Расул Мирзаев потерпел первое поражение в карьере. На турнире Fights Nights Global 54 Расул Мирзаев проиграл единогласным судейским решением Левану Макашвили.
В апреле 2018 года Расул Мирзаев подписал контракт с ACB. Данное событие вызвало неодобрительную реакцию Камила Гаджиева, в чьей лиге спортсмен провёл на тот момент основную массу боёв. В дебютном поединке за новую организацию на турнире ACB 90 Мирзаев победил бразильца Глеристоне Сантоса. Однако в следующих двух боях он потерпел поражения нокаутом: на ACA 99 от Шамиля Шахбулатова и на ACA 105 от Армана Оспанова.

## Личная жизнь
Летом 2008 года Мирзаев познакомился со студенткой РУДН Татьяной Виногродской. В октябре того же года они поженились и летом 2009 года у них родилась дочь. В начале 2011 года Мирзаев и Виногродская разошлись (за несколько месяцев до освобождения Мирзаева Виногродская вновь вышла замуж). Приблизительно за месяц до происшествия около ночного клуба «Гараж» Мирзаев стал встречаться с Аллой Косогоровой. Они поддерживали отношения и во время его ареста, но в конечном итоге остались друзьями.

## Уголовное дело
В 4 часа ночи 13 августа 2011 года около ночного клуба «Гараж» Расул Мирзаев после словесной перепалки нанёс короткий резкий удар в скулу 19-летнему Ивану Агафонову. При падении Иван ударился затылком об асфальт, потерял сознание, но вскоре очнулся. Друзья доставили пострадавшего в ГКБ № 1. После осмотра врачи поставили диагноз: отёк мозга и последующий отёк лёгких. Вскоре Иван впал в кому. В ночь на 18 августа он умер, не приходя в сознание.
Силовики задержали Мирзаева 19 августа после допроса по подозрению в совершении преступления. Ему было предъявлено обвинение по части 4 статьи 111 УК РФ (умышленное причинение тяжкого вреда здоровью, повлёкшее по неосторожности смерть) и 24 августа, несмотря на ходатайство депутатов Народного собрания Республики Дагестан, и ходатайство адвоката об избрании Мирзаеву меры пресечения в виде залога в размере 5 миллионов рублей, обвиняемому была избрана мера пресечения в виде заключения под стражу, так как суд счёл его преступление достаточно серьёзным и усмотрел в Мирзаеве опасность для общества.
12 января 2012 года стало известно о том, что обвинение Мирзаеву было изменёно на менее тяжкое, на статью 109 УК РФ (причинение смерти по неосторожности).
13 февраля 2012 года Замоскворецким районным судом Москвы было принято решение об освобождении Мирзаева из-под стражи под минимальный предусмотренный действующим законодательством залог в 100 000 рублей. Вынесенное судом решение вызвало возмущение сначала в зале заседания, а потом и в интернете. В социальных сетях появились группы, участники которых предлагали устроить на Манежной площади в Москве акцию протеста против освобождения Мирзаева, однако уже на следующий день Мосгорсуд отменил решение об освобождении под залог, а само уголовное дело было возвращено прокурору. 16 февраля Следственный комитет Российской Федерации повторно предъявил обвинение Мирзаеву в совершении преступления, предусмотренного ч. 4 ст. 111 УК РФ, максимальное наказание по которой предусматривает 15 лет лишения свободы.
8 августа 2012 года, в ходе судебных прений прокурор попросила суд переквалифицировать обвинение на часть 1 статьи 109 УК РФ и приговорить подсудимого к двум годам ограничения свободы, с учётом срока проведённого им под стражей. Согласно данным экспертов, мнение которых было оглашено в ходе судебного заседания, удар Мирзаева был небольшой силы и не находится в прямой причинно-следственной связи со смертью Агафонова, которая произошла от кровоизлияния, перелома черепа и размозжения мозжечка.
Решение по делу суд должен был вынести 14 августа, но судья решил допросить эксперта, давшего заключение об отсутствии прямой связи между ударом Мирзаева и смертью Агафонова, для чего принял решение вернуть дело на стадию следствия. 16 августа, после допроса эксперта и ходатайства адвокатов потерпевшей стороны, судья назначил повторную экспертизу.
27 ноября 2012 года были оглашены результаты пятой экспертизы, установившей отсутствие прямой взаимосвязи между ударом Мирзаева и смертью Агафонова. В итоге государственный обвинитель изменил обвинение на менее тяжкое: причинение смерти по неосторожности. Суд приговорил Мирзаева к 2 годам ограничения свободы и освободил его в зале суда, поскольку один день лишения свободы в следственном изоляторе приравнивается к двум дням ограничения свободы. Таким образом, на момент вынесения приговора Мирзаев полностью отбыл назначенное судом наказание, и сверх того провёл три месяца под стражей, за что ему были принесены извинения..
6 декабря адвокат Агафоновых обжаловала приговор, подав кассационную жалобу и заявление с просьбой вернуть дело на новое рассмотрение в Замоскворецкий суд, но 21 января 2013 года Коллегия по уголовным делам Мосгорсуда признала законность решения Замоскворецкого суда и оставила приговор без изменений (сам Мирзаев на рассмотрении кассационной жалобы не присутствовал[значимость факта?]). В ответ адвокат объявила, что она с Агафоновыми подаст жалобу в Европейский суд по правам человека и в президиум Московского городского суда.

## Нападение на Мирзаева
31 декабря 2016 года около 2:00 в Москве на Восточной улице Мирзаев подвергся нападению троих мужчин, среди которых был блогер Камиль Аллахвердиев. Напавшие ранили Мирзаева из травматического пистолета и избили его, после чего скрылись. Мирзаев был доставлен в больницу, где его прооперировали. Полиция сообщила о начале розыска подозреваемых.

## Статистика в профессиональном ММА
| Боёв 22  | Побед 18 | Поражений 4 |
| -------- | -------- | ----------- |
| Нокаутом | 10       | 3           |
| Сдачей   | 3        | 0           |
| Решением | 4        | 1           |
| Другие   | 1        | 0           |

| Результат | Рекорд | Соперник               | Способ                                          | Турнир                                       | Дата             | Раунд | Время | Место                   | Примечание |
| --------- | ------ | ---------------------- | ----------------------------------------------- | -------------------------------------------- | ---------------- | ----- | ----- | ----------------------- | ---------- |
| Поражение | 18-4   | Абдул-Рахман Дудаев    | Нокаутом (удары)                                | ACA 138: Вагаев — Гаджидаудов                | 26 марта 2022    | 1     | 4:06  | Грозный, Россия         |            |
| Поражение | 18-3   | Арман Оспанов          | Техническим нокаутом                            | ACA 105: Шахбулатов — Жубилеу                | 6 марта 2020     | 1     | 2:29  | Алма-Ата, Казахстан     |            |
| Поражение | 18-2   | Шамиль Шахбулатов      | Нокаутом (удар)                                 | ACA 99: Багов — Халиев                       | 27 сентября 2019 | 1     | 3:56  | Москва, Россия          |            |
| Победа    | 18-1   | Глеристоне Сантос      | Нокаутом (удар)                                 | ACB 90 Moscow                                | 10 ноября 2018   | 2     | 4:03  | Москва, Россия          |            |
| Поражение | 17-1   | Леван Макашвили        | Решением (единогласным)                         | EFN Fight Nights Global 54                   | 16 ноября 2016   | 3     | 5:00  | Ростов-на-Дону, Россия  |            |
| Победа    | 17-0   | Диегу Нунис            | Техническим нокаутом (удары)                    | EFN Fight Nights Global 51                   | 25 сентября 2016 | 1     | 1:45  | Каспийск, Россия        |            |
| Победа    | 16-0   | Диогинис Соуза         | Техническим нокаутом (удары)                    | EFN 50 — Emelianenko vs. Maldonado           | 17 июня 2016     | 1     | 4:13  | Санкт-Петербург, Россия |            |
| Победа    | 15-0   | ЛиДжи Тенг             | Техническим нокаутом (удары)                    | SIFC — Oriental MMA Summit 2016              | 21 января 2016   | 1     | 4:50  | Шаньдун, Китай          |            |
| Победа    | 14-0   | Илья Курзанов          | Решением (единогласным)                         | EFN — Fight Nights Moscow                    | 11 декабря 2015  | 3     | 5:00  | Москва, Россия          |            |
| Победа    | 13-0   | Кевин Крум             | Техническим нокаутом (удары)                    | EFN — Fight Nights Dagestan                  | 25 сентября 2015 | 2     | 3:16  | Каспийск, Россия        |            |
| Победа    | 12-0   | Ронни Гомес            | Сабмишном (удушение сзади)                      | Fight Nights — Sochi                         | 31 июля 2015     | 1     | 2:47  | Сочи, Россия            |            |
| Победа    | 11-0   | Себастьян Романовский  | Техническим нокаутом (удары)                    | Fight Nights — Battle of Moscow 19           | 11 июня 2015     | 3     | 2:30  | Москва, Россия          |            |
| Победа    | 10-0   | Хосе Юдес Таварес      | Техническим нокаутом (удары)                    | BOS — Battle of Stars 3                      | 6 декабря 2014   | 1     | 3:20  | Каспийск, Россия        |            |
| Победа    | 9-0    | Ержан Эстанов          | Техническим нокаутом (отказ от продолжения боя) | Alash Pride — Warriors of the Steppe         | 23 ноября 2014   | 2     | 5:00  | Алма-Ата, Казахстан     |            |
| Победа    | 8-0    | Магомед-Эмин Хазгериев | Сабмишном (рычаг локтя)                         | N1 Pro — Nomad Pro MMA Cup 2014              | 5 октября 2014   | 1     | N/A   | Грозный, Россия         |            |
| Победа    | 7-0    | Джеймс Сэвилл          | Решением (единогласным)                         | Dare Fight Sports — Rebels of MMA            | 12 октября 2013  | 3     | 5:00  | Бангкок, Таиланд        |            |
| Победа    | 6-0    | Ержан Эстанов          | Решением (единогласным)                         | AP — Great Battle                            | 30 марта 2013    | 3     | 5:00  | Алма-Ата, Казахстан     |            |
| Победа    | 5-0    | Масанори Канэхара      | Техническим нокаутом (удары)                    | Fight Nights — Battle of Moscow 4            | 7 июля 2011      | 1     | 1:47  | Москва, Россия          |            |
| Победа    | 4-0    | Роман Кишев            | Сабмишном (рычаг локтя)                         | United Glory — 2010—2011 World Series Finals | 28 мая 2011      | 1     | 3:10  | Москва, Россия          |            |
| Победа    | 3-0    | Евгений Хавилов        | Нокаутом (удар)                                 | Fight Nights — Battle of Moscow 3            | 12 марта 2011    | 1     | 1:02  | Москва, Россия          |            |
| Победа    | 2-0    | Марат Пеков            | Решением (единогласным)                         | Fight Nights — Battle of Moscow 1            | 5 июня 2010      | 3     | 5:00  | Москва, Россия          |            |
| Победа    | 1-0    | Данил Туринге          | Неопределен                                     | Battle of Champions — Elista                 | 2 октября 2009   | 0     | N/A   | Элиста, Россия          |            |